# میتسوبیشی اف‌تی‌او
میتسوبیشی اف‌تی‌او (Mitsubishi FTO) خودرویی است که در سال‌های ۱۹۹۴ تا ۲۰۰۰در ژاپن تولید شده‌است. 
این خودرو در کلاس خودرو اسپورت قرار گرفته، طراحی آن موتور جلو و خودرو محور جلو بوده است. سیستم جعبه‌دندهٔ آن ۵ دنده به دو صورت خودکار و دستی است.